# Mark Wallinger
Pour les articles homonymes, voir Wallinger.
Mark Wallinger est un artiste britannique né en 1959 à Chigwell (sud-est de l'Angleterre). Il a remporté le Prix Turner en 2007 pour State Britain.

## Biographie
Il avait représenté la Grande-Bretagne à la Biennale d'art contemporain de Venise en 2001.
State Britain, pour lequel il a remporté le Prix Turner 2007, est la réplique exacte d'un campement installé depuis le 2 juin 2001 face au parlement à Londres par Brian Haw, un militant pacifiste ayant dénoncé la situation des enfants victimes des sanctions économiques de l'ONU contre l'Irak. Le jury a salué « l'immédiateté, l'intensité viscérale et l'importance historique » de l'œuvre. « Ce travail associe une déclaration politique audacieuse avec le talent artistique pour formuler les vérités humaines fondamentales ». 
Mark Wallinger a reçu son prix, assorti d'une somme de 25 000 livres (environ 35 000 euros), des mains de l'acteur et collectionneur d'art américain Dennis Hopper à la galerie Tate de Liverpool. Il avait été nommé pour ce prix en 1995.
Cette œuvre a été exposée dans son intégralité au MAC/VAL, musée d'art contemporain du Val-de-Marne à Vitry-sur-Seine du 29 février au 22 juin 2008.
En 2009, il remporte le concours organisé pour créer une œuvre symbolique géante dans le Kent avec son White Horse, devant Rachel Whiteread, Daniel Buren, Richard Deacon et Christopher Le Brun,. Le projet devrait aboutir en 2012, près de la gare d'Ebbsfleet International.